# Saint-Poix
Saint-Poix és un municipi francès situat al departament de Mayenne i a la regió de País del Loira. L'any 2007 tenia 393 habitants.

## Demografia

### Població
El 2007 la població de fet de Saint-Poix era de 393 persones. Hi havia 164 famílies de les quals 52 eren unipersonals (20 homes vivint sols i 32 dones vivint soles), 60 parelles sense fills i 52 parelles amb fills.
La població ha evolucionat segons el següent gràfic:
Habitants censats

### Habitatges
El 2007 hi havia 200 habitatges, 165 eren l'habitatge principal de la família, 13 eren segones residències i 22 estaven desocupats. 194 eren cases i 5 eren apartaments. Dels 165 habitatges principals, 109 estaven ocupats pels seus propietaris, 55 estaven llogats i ocupats pels llogaters i 1 estava cedit a títol gratuït; 1 tenia una cambra, 14 en tenien dues, 27 en tenien tres, 39 en tenien quatre i 84 en tenien cinc o més. 108 habitatges disposaven pel capbaix d'una plaça de pàrquing. A 73 habitatges hi havia un automòbil i a 68 n'hi havia dos o més.

### Piràmide de població
La piràmide de població per edats i sexe el 2009 era:
| Homes | Edats   | Dones |
| ----- | ------- | ----- |
| 0     | 95 o +  | 0     |
| 0     | 90 a 94 | 0     |
| 0     | 85 a 89 | 0     |
| 8     | 80 a 84 | 4     |
| 20    | 75 a 79 | 12    |
| 16    | 70 a 74 | 20    |
| 4     | 65 a 69 | 16    |
| 12    | 60 a 64 | 12    |
| 8     | 55 a 59 | 8     |
| 0     | 50 a 54 | 8     |
| 20    | 45 a 49 | 4     |
| 20    | 40 a 44 | 8     |
| 20    | 35 a 39 | 20    |
| 0     | 30 a 34 | 8     |
| 12    | 25 a 29 | 4     |
| 12    | 20 a 24 | 4     |
| 28    | 15 a 19 | 16    |
| 20    | 10 a 14 | 12    |
| 16    | 5 a 9   | 4     |
| 0     | 0 a 4   | 8     |

## Economia
El 2007 la població en edat de treballar era de 227 persones, 174 eren actives i 53 eren inactives. De les 174 persones actives 160 estaven ocupades (100 homes i 60 dones) i 14 estaven aturades (8 homes i 6 dones). De les 53 persones inactives 24 estaven jubilades, 10 estaven estudiant i 19 estaven classificades com a «altres inactius».

### Ingressos
El 2009 a Saint-Poix hi havia 162 unitats fiscals que integraven 403 persones, la mediana anual d'ingressos fiscals per persona era de 14.581 €.

### Activitats econòmiques
Dels 12 establiments que hi havia el 2007, 1 era d'una empresa alimentària, 4 d'empreses de construcció, 4 d'empreses de comerç i reparació d'automòbils, 1 d'una empresa d'hostatgeria i restauració i 2 d'empreses de serveis.
Dels 6 establiments de servei als particulars que hi havia el 2009, 2 eren tallers de reparació d'automòbils i de material agrícola, 1 guixaire pintor, 2 fusteries i 1 lampisteria.
L'únic establiment comercial que hi havia el 2009 era una botiga de menys de 120 m².
L'any 2000 a Saint-Poix hi havia 28 explotacions agrícoles que ocupaven un total de 880 hectàrees.

## Equipaments sanitaris i escolars
El 2009 hi havia una escola elemental.

## Poblacions més properes
El següent diagrama mostra les poblacions més properes.